# Numéro
Numéro Netherlands is een Engelstalig mode-, kunst- en designtijdschrift dat vanaf 2019 tot 2024 twee keer per jaar wereldwijd werd uitgegeven. Het tijdschrift geldt als een van de meest vooruitstrevende publicaties in zijn soort en publiceerde eerder fotoreportages van beroemdheden en modellen als Jared Leto, Demi Lovato, Marina Abramovic, Dave Franco, Sydnes Sweeney en Heidi Klum. Uitgever Floris Media zegt alleen eigen producties toe te staan in zijn tijdschrift. Numéro Netherlands zegt met de titel een ‘fluïde doelgroep’ te bedienen, het magazine heeft veel lezers en volgers uit de LHBTQ+-gemeenschap.  
In 2019 haalde uitgever Floris Müller de titel naar Nederland en betrok hij Timotej Letonja als creatief directeur. Het tijdschrift verscheen eerst als aparte mannen- en vrouwenuitgave in het Nederlands, conform de eisen van de Franse licentiehouder Numéro SAS. Maar in 2020 besloot Müller echter om beide edities samen te voegen en Numéro Netherlands voort te zetten in het Engels. De publicatie werd vanaf dien wereldwijd gedistribueerd. Het magazine was actief op sociale media en produceerde eigen videoproducties.  
Na onenigheid over de te voeren koers en een flinke verhoging van de licentiekosten stopte de uitgever met de publicatie van Numéro Netherlands in 2024; de uitgever behield echter de distributiecontracten voor de titel. Eind 2024 diende een rechtszaak over het gebruik van de naam en sociale media door hoofdredacteur Letonja. Die publiceerde in oktober 2024 een eigen uitgave van Numéro Netherlands. Dat tijdschrift echter wordt niet verkocht via boekhandels maar alleen online. Numéro Netherlands B.V. heeft in december 2024 zijn activiteiten beëindigd.  

## Evenementen
Numéro Netherlands is sinds 2020 actief als evenementen-organisator. Nieuwe uitgaven van het tijdschrift werden twee keer per jaar gepresenteerd op eigen dance-events, in mei en in oktober als partner van het Amsterdam Dance Event (ADE). Op de lanceringsevenementen van Numéro Netherlands draaiden grote internationale dj’s als Mochakk, Nina Kravitz, Amelie Lens en Adam Beyer. Naast de eigen feesten, organiseert Numéro Netherlands openingen van modewinkels, productlanceringen en andere commerciële presentaties. 

## Numéro SAS
Numéro Netherlands werd onder licentie uitgegeven. Numéro werd in 1998 opgericht door Elisabeth Dihan, en is sinds de jaren 2000 eigendom van Numéro SAS. Behalve een Franse uitgave heeft het tijdschrift publicaties in Japan, Korea, China, Thailand Rusland en Berlijn. 